# Sagua la Grande
Sagua la Grande é um município de Cuba pertencente à província de Villa Clara.
Em março de 1825 ocorreu uma operação conjunta de fuzileiros navais norte-americanos e do Império Britânico que desembarcaram para capturar piratas.